# Günther Landgraf
Günther Landgraf (14 septembre 1928 à Kryry - 12 janvier 2006 à Dresde), est un physicien allemand spécialisé dans les effets de cisaillement des coques élastiques.
Il fit ses études de 1949 à 1952 à l'université technique de Dresde, et obtint son diplôme avec un mémoire consacré au calcul élastique des treillis, préparé sous la direction du Pr. Heinz Neuber. De 1952 à 1961 il travailla comme maître-assistant à l'Institut de Mécanique industrielle de l'université technique de Dresde, et obtint la qualification de docteur-ingénieur en 1961 avec un mémoire sur la raideur en flexion des coques cylindriques avec intégration du cisaillement. Il fut ensuite affecté au combinat chimique Germania de Karl-Marx-Stadt. En 1969 il soutint sa thèse d'habilitation consacrée au calcul des coques élastiques sous chargement quelconque. En 1970 il obtint enfin la chaire de théorie de la plasticité du TU Dresde.
Lauréat du Prix national de la République démocratique allemande en 1978, puis docteur honoris causa de l'université de technologie de Chemnitz en 1990, il s’impliqua fortement dans la réorganisation de l'Université de technologie de Dresde, et fut en 1990 le premier recteur élu de cet établissement depuis la Réunification allemande.